# トンボ (印刷)

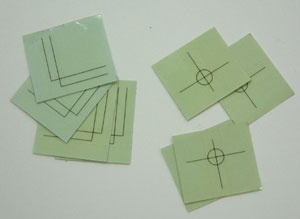
トンボシール

トンボとは印刷物を作成する際に、仕上がりサイズに断裁するための位置や多色刷りの見当合わせのため、版下の天地・左右の中央と四隅などに付ける目印。見当標とも言う。一般的に天地・左右の中央に付けるものをセンタートンボ、仕上がりサイズの四隅に配置するものを角（かど）トンボと呼び、この他、印刷物の形状に応じて折りトンボなどが用いられる。

## 種類と用途

トンボの種類

### センタートンボ
印刷物の天地・左右の中央を示す位置に置くトンボで、多色印刷の際にはこのトンボで見当合わせをするため、見当トンボ、レジスターマーク（register mark）ともよばれる。両面印刷を行う場合には表裏の位置合わせの目印となる。
通常は十字形をしており、トンボの名はこの形が虫のトンボに似ていることに由来する。

### 角トンボ
印刷物を仕上がりサイズに断裁するためのアタリを示す線。センタートンボ同様、多色印刷の場合には見当合わせの役割も持つ。裁ち（断裁）トンボ、コーナートンボ、クロップマーク（crop marks）ともいう。 
通常の印刷では単に仕上がり（断裁）のアタリを示すもの以外に、裁ち落としとするために3mm程度の塗り足し幅（ドブ）を示す二重線となっているものが一般的で、二重線の内側に位置するものを内トンボ（裁ちトンボ、仕上がりトンボ）、外側に位置するものを外トンボ（製版トンボ、塗り足しトンボ）と呼ぶ。

### 折りトンボ
製本のために紙の折り位置を示すためのトンボで、形状は1本線という場合が多い。リーフレットなどの折り加工をする場合には、折る前に断裁してしまうために折り加工の工程では不要だが、DTP（あるいは製版）作業時で折った後の仕上がり範囲を掴むためのアタリ線の目印となる。

## トンボ作成の変遷
トンボは版下や製版フィルムを用いた印刷工程において、見当合わせの機能を果たすもので、かつての熟練した職人はカラス口などを用いて手書きしていた。A4など規格サイズの場合は専用の版下台紙が市販されていたが、それ以外では細く正確なトンボを容易に作成するためのトンボシール（掲載写真参照）が使用された。これは剥離面が3分割されており、中心部分を剥がして位置を合わせ、指で押さえて粘着面と版下を固定し、さらに左右を剥がして完全に貼り付けられるようにできていた。やがて版下作成が機械化されると、仕上がりサイズに応じて数値入力で自動作成することが可能となった。製版作業の電子化を経て、一覧の工程がDTP化されるとトンボ作成はソフトウェアの中の1コマンドに過ぎなくなっている。
DTP作業において代表的な編集ソフトウェアであるAdobe Illustratorでは、トンボ作成にはトリムエリアとトリムマークの2つのコマンドがあり、データ入稿時にはトリムマークで作成するように求められる。